# Новиков, Тит Парфёнович
Тит Парфёнович Новиков (1907—1974) — капитан Советской Армии, участник Великой Отечественной войны, Герой Советского Союза (1943).

## Биография
Тит Новиков родился 10 марта 1907 года в деревне Салтановка (ныне — Чечерский район Гомельской области Белоруссии). Белорус.
После окончания начальной школы работал на заводе. В 1939 году Новиков был призван на службу Петропавловско-Камчатским РВК в Рабоче-крестьянскую Красную Армию. Участник Великой Отечественной войны. Член ВКП(б) с 1941 года. В 1943 году он окончил Владивостокское пехотное училище.
К сентябрю 1943 года старший лейтенант Тит Новиков командовал ротой 705-го стрелкового полка 121-й стрелковой дивизии 60-й армии Центрального фронта. Отличился во время битвы за Днепр. В ночь с 26 на 27 сентября 1943 года рота Новикова переправилась через Днепр в районе села Глебовка Вышгородского района Киевской области Украины и захватила плацдарм на его западном берегу, а затем приняла активное участие в освобождении села Ясногородка. 6 октября 1943 года рота Новикова вновь переправилась через Днепр, на сей раз в районе села Казаровичи Вышгородского района и освободила это село.
Указом Президиума Верховного Совета СССР от 17 октября 1943 года за «образцовое выполнение боевых заданий командования на фронте борьбы с немецкими захватчиками и проявленные при этом мужество и героизм» старший лейтенант Тит Новиков был удостоен высокого звания Героя Советского Союза с вручением ордена Ленина и медали «Золотая Звезда» за номером 1180.
В 1946 году в звании капитана Новиков был уволен в запас. Проживал и работал в городе Валки Харьковской области Украины. Умер 5 апреля 1974 года.
Был также награждён орденом Красной Звезды и рядом медалей.